# Нардодіпаче
Нардодіпаче (італ. Nardodipace, сиц. Nardudipaci) — муніципалітет в Італії, у регіоні Калабрія,  провінція Вібо-Валентія.
Нардодіпаче розташоване на відстані близько 510 км на південний схід від Рима, 55 км на південний захід від Катандзаро, 32 км на південний схід від Вібо-Валентії.
Населення — 1320 осіб (2014).

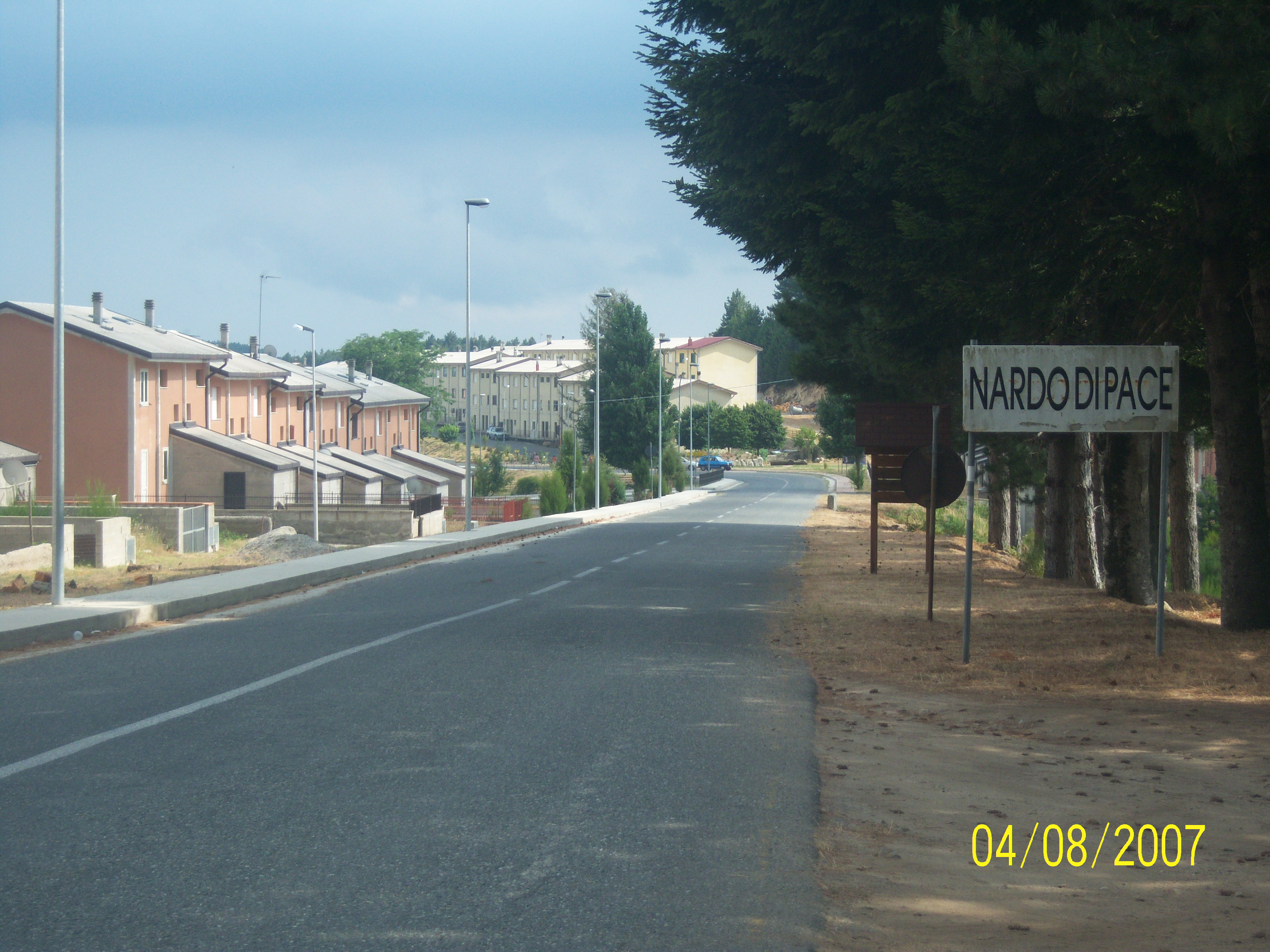

Щорічний фестиваль відбувається 8 вересня. Покровитель — Beata Vergine.

## Демографія
Населення за роками:

Станом на 1 січня 2023 року в муніципалітеті офіційно проживало 14 іноземців з 5 країн, серед них 11 громадян країн Євросоюзу.

## Сусідні муніципалітети
- Каулонія
- Фабриція
- Мартоне
- Монджана
- Паццано
- Роччелла-Йоніка
- Стіло